# Llavorsí
Llavorsí es una localidad y municipio español de la provincia de Lérida, en la comunidad autónoma de Cataluña. Pertenece a la comarca del Pallars Sobirá. Se encuentra en la bifurcación entre los valles de Aneu y el valle de Cardós. Hasta mediados el siglo XIX se denominaba Llaborsí.
Se caracteriza por su paisaje montañoso y abrupto, y por el río Noguera Pallaresa donde se practican de deportes de aventura.

## Demografía
Cuenta con una población de 336 habitantes (INE 2024).
| Gráfica de evolución demográfica de Llavorsí entre 1842 y 2021 |
| |
| Población de derecho según los censos de población del INE Población de hecho según los censos de población del INEEn estos censos se denominaba Llaborsí: 1842, 1857 y 1860 Entre el censo de 1857 y el anterior, crece el término del municipio porque incorpora a 255005 (Aidi), 255029 (Arestuy), 255249 (Montenastro), 255318 (Romadriu), 255335 (Sant Romá de Tabernoles). |

| 1900 | 1930 | 1950 | 1970 | 1981 | 1986 |
| ---- | ---- | ---- | ---- | ---- | ---- |
| 662  | 686  | 588  | 461  | 295  | 279  |

## Entidades de población
| Entidades de población  | Habitantes (2005) |
| ----------------------- | ----------------- |
| Aidí                    | 9                 |
| Arestuy                 | 16                |
| Baiasca                 | 16                |
| Llavorsí                | 246               |
| Montenartró             | 36                |
| Romadriu                | 10                |
| Sant Romá de Tabernoles | 1                 |

## Fiestas
Hay algunas fiestas populares en el pueblo, entre las que podríamos destacar la popular fiesta mayor del pueblo, la peregrinación de Biuse, o el prestigioso concurso de perros pastores, en el que se reúnen los mejores perros en esta modalidad de Cataluña, y que sirve para promocionar esta popular tradición.

## Lugares de interés
- Iglesia románica de Sant Serni de Baiasca.

## Personas destacadas
- José Cano López, "Canito", jugador del RCD Español.